# Joan Lino Martínez
Joan Lino Martínez Armenteros, né le 11 janvier 1978 à La Havane, est un athlète espagnol spécialiste du saut en longueur.
Natif de Cuba, il dispute ses premières compétitions internationales en 2004 après avoir obtenu la nationalité espagnole. Sélectionné pour les Jeux olympiques d'Athènes, il remporte la médaille de bronze du concours du saut en longueur avec la marque de 8,32 m, se classant derrière les Américains Dwight Phillips et John Moffitt. Quatrième de la Finale mondiale de l'IAAF 2004, il s'adjuge, début 2005, le titre des Championnats d'Europe en salle de Madrid, établissant avec 8,37 m, la meilleure performance de sa carrière en salle. Durant l'été, Joan Lino Martínez se classe quatrième des Championnats du monde d'Helsinki, échouant à un centimètre seulement de la médaille de bronze.

## Palmarès
| Année | Compétition                    | Lieu     | Résultat | Marque |
| ----- | ------------------------------ | -------- | -------- | ------ |
| 2004  | Jeux olympiques                | Athènes  | 3e       | 8,32 m |
| 2004  | Finale mondiale                | Monaco   | 4e       | 7,99 m |
| 2005  | Championnats d'Europe en salle | Madrid   | 1er      | 8,37 m |
| 2005  | Championnats du monde          | Helsinki | 4e       | 8,24 m |

## Records
- Saut en longueur - 8,32 m (2004), 8,37 m (2005, en salle)